# دوبره (استان ماسوویان)
دوبره (به لهستانی:  Dobre) یک روستا در لهستان است که در گمینا دوبره (استان ماسوویان) واقع شده‌است. دوبره ۱٬۶۲۷ نفر جمعیت دارد.